# Еліас Олафссон
Еліас Рафн Олафссон (ісл. Elías Rafn Ólafsson, нар. 11 березня 2000, Рейк'явік, Ісландія) — ісландський футболіст, воротар данського клубу «Мідтьюлланн» та національної збірної Ісландії.

## Біографія
Еліас Олафссон почав займатися футболом у віці п'яти років. Разом з тим він займався гандболом та волейболом. У 2015 році зіграв дві гри у національній збірній Ісландії з волейболу. Згодом Еліас повністю зосередився на футболі.

## Клубна кар'єра
Еліас Олафссон пройшов футбольну академію ісландського клубу «Брєйдаблік». Та в першій команді воротар не зіграв жодного матчу. У 2018 році Еліас перейшов до стану чемпіона Данії «Мідтьюлланн» але майже одразу був відправлений в оренду у клуб Другого дивізіону «Орхус Фремад». Ще один сезон Еліас також провів в оренді у клубі «Фредерісія». Влітку 2021 року воротар повернувся до «Мідтьюлланна», з яким уклав новий п'ятирічний контракт. Не маючи стабільного місця воснові, здавався в оренди до донських клубів «Орхус Фремад» та «Фредерісія», а також команди другого дивізіону Португалії «Мафра».

## Збірна
У 2021 році у складі молодіжної збірної Ісландії з футболу Еліас Олафссон брав участь у молодіжній першості Європи в Угорщині та Словенії.
Вперше виклик до національної збірної Ісландії Еліас отримав у у січні 2020 року на товариські матчі проти збірних Канади та Сальвадору. Але дебют Еліаса у національній збірній відбувся 8 жовтня 2021 року у матчі відбору до чемпіонату світу 2022 року проти команди Вірменії.

## Титули і досягнення
- Володар Кубка Данії (1):

«Мідтьюлланн»: 2021/22